# Vlkov-Osová
Vlkov-Osová je železniční zastávka u vesnice Osová v okrese Žďár nad Sázavou v km 49,859 dvoukolejné elektrizované trati Brno – Havlíčkův Brod. Zastávka je umístěna v katastrálním území Osová, avšak nedaleko intravilánu obce Vlkov, v obvodu železniční stanice Vlkov u Tišnova. Zřízena byla při modernizaci stanice, otevřena byla 8. října 2024. Od téhož dne přestaly osobní vlaky obsluhovat stanici Vlkov u Tišnova.

## Popis zastávky
Zastávka má dvě bezbariérová nástupiště délky 140 m na vnější straně kolejí. Nástupní hrany jsou ve výšce 550 mm nad temenem kolejnice. Nástupiště jsou propojena pomocí silničního podjezdu. O jízdách vlaků jsou cestující informováni pomocí akustického informačního systému, který obsluhuje výpravčí ve stanici Vlkov u Tišnova.

## Doprava
Zastavují zde pouze osobní vlaky jezdící na trase Křižanov – Tišnov – Brno hl. n. – Židlochovice / – Hustopeče u Brna (linka S3).